# Saint-Ange-et-Torçay
Saint-Ange-et-Torçay ist eine französische Gemeinde mit 284 Einwohnern (Stand: 1. Januar 2022) im Département Eure-et-Loir in der Region Centre-Val de Loire; sie gehört zum Arrondissement Dreux und ist Teil des Kantons Saint-Lubin-des-Joncherets. 

## Geographie
Saint-Ange-et-Torçay liegt etwa 26 Kilometer nordwestlich von Chartres. Umgeben wird Saint-Ange-et-Torçay von den Nachbargemeinden Laons im Norden und Nordwesten, Châtaincourt im Norden, Fontaine-les-Ribouts im Osten, Saint-Jean-de-Rebervilliers im Osten und Südosten, Saint-Maixme-Hauterive im Süden und Südwesten, Maillebois im Westen sowie Crucey-Villages im Nordwesten.

## Bevölkerungsentwicklung
| Jahr                       | 1962 | 1968 | 1975 | 1982 | 1990 | 1999 | 2006 | 2018 |
| Einwohner                  | 203  | 219  | 210  | 224  | 243  | 277  | 277  | 286  |
| Quellen: Cassini und INSEE |      |      |      |      |      |      |      |      |

## Sehenswürdigkeiten
- Kirche Saint-Michel aus dem 16. Jahrhundert

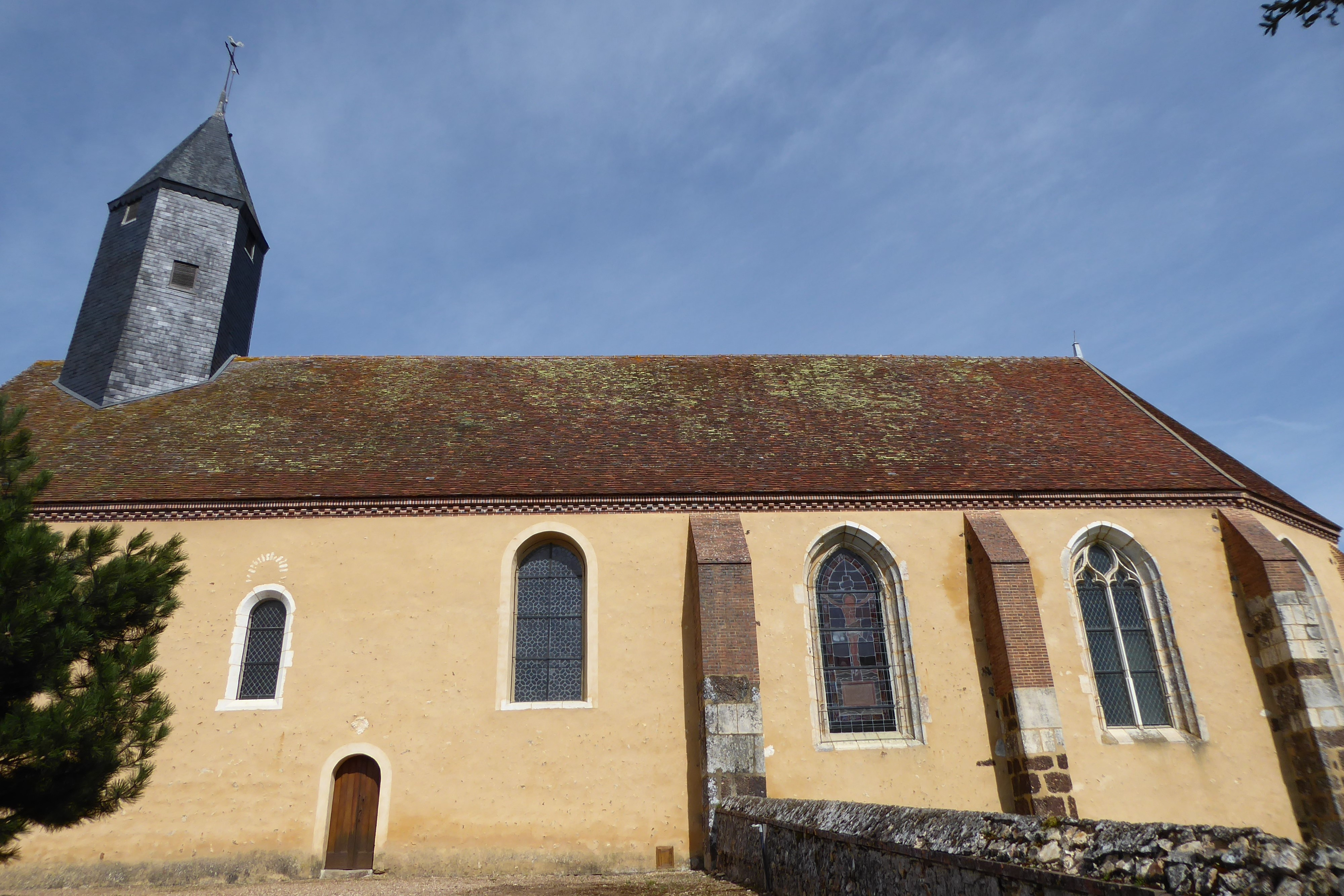
Kirche Saint-Michel

- Kapelle Sainte-Madeleine